# Luvunga angustifolia
Luvunga angustifolia är en vinruteväxtart som beskrevs av Tyôzaburô Tanaka. Luvunga angustifolia ingår i släktet Luvunga och familjen vinruteväxter. Inga underarter finns listade i Catalogue of Life.